# Lista localităților din provincia Hakkari

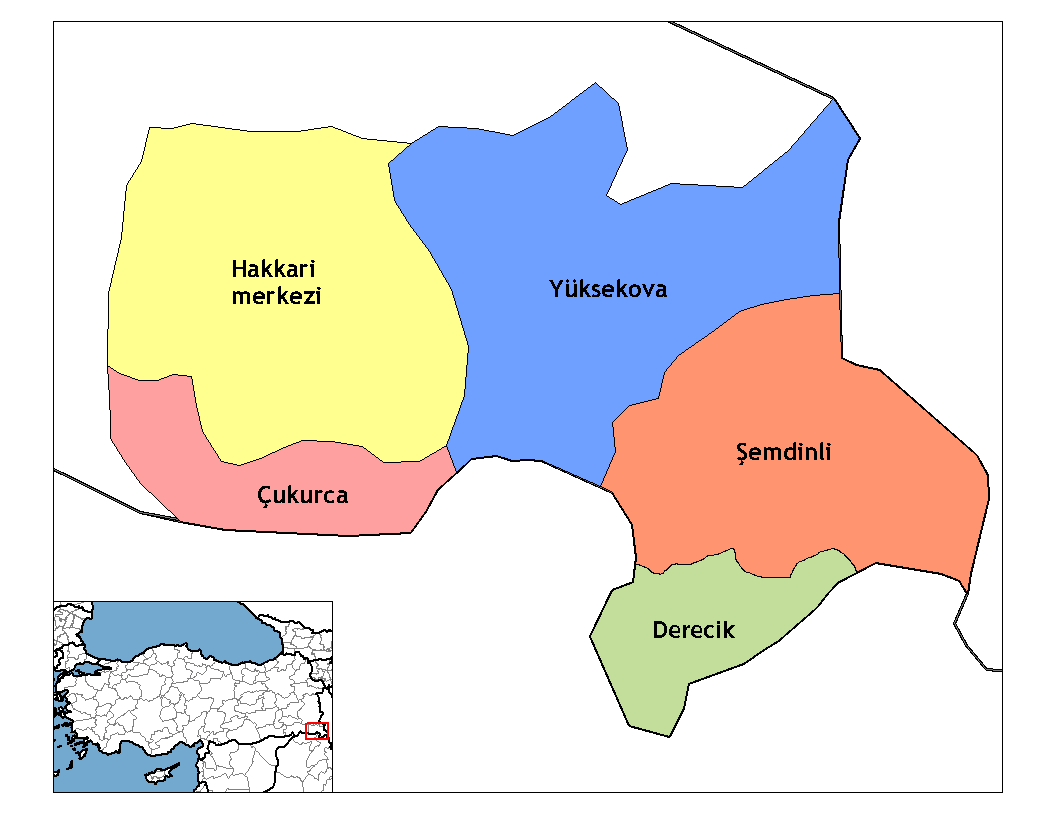
Provincia Hakkari

Aceasta este lista localităților din Provincia Hakkari, Turcia, după districte. În secțiunile de mai jos, prima localitate din fiecare listă este centrul administrativ al districtului.

## Hakkari
- Hakkari
- Ağaçdibi, Hakkari
- Akbulut, Hakkari
- Akçalı, Hakkari
- Akkuş, Hakkari
- Bağışlı, Hakkari
- Bayköy, Hakkari
- Boybeyi, Hakkari
- Cevizdibi, Hakkari
- Ceylanlı, Hakkari
- Çaltıkoru, Hakkari
- Çanaklı, Hakkari
- Çimenli, Hakkari
- Demirtaş, Hakkari
- Doğanyurt, Hakkari
- Durankaya, Hakkari
- Elmacık, Hakkari
- Geçimli, Hakkari
- Geçitli, Hakkari
- Işık, Hakkari
- Işıklar, Hakkari
- Kamışlı, Hakkari
- Kavaklı, Hakkari
- Kavalköy, Hakkari
- Kaymaklı, Hakkari
- Kırıkdağ, Hakkari
- Konak, Hakkari
- Oğul, Hakkari
- Olgunlar, Hakkari
- Otluca, Hakkari
- Ördekli, Hakkari
- Pınarca, Hakkari
- Sarıtaş, Hakkari
- Taşbaşı, Hakkari
- Üzümcü, Hakkari

## Çukurca
- Çukurca
- Akkaya, Çukurca
- Çığlı, Çukurca
- Gündeş, Çukurca
- Kayalık, Çukurca
- Narlı, Çukurca
- Üzümlü, Çukurca

## Şemdinli
- Şemdinli
- Alan, Şemdinli
- Altınsu, Şemdinli
- Anadağ, Şemdinli
- Bağlar, Şemdinli
- Beyyurdu, Şemdinli
- Boğazköy, Şemdinli
- Bozyamaç, Şemdinli
- Çatalca, Şemdinli
- Çubuklu, Şemdinli
- Derecik, Şemdinli
- Gelişen, Şemdinli
- Günyazı, Şemdinli
- Kayalar, Şemdinli
- Konur, Şemdinli
- Korgan, Şemdinli
- Ortaklar, Şemdinli
- Öveç, Şemdinli
- Tütünlü, Şemdinli
- Uğuraçan, Şemdinli
- Yaylapınar, Şemdinli

## Yüksekova
- Yüksekova
- Adaklı, Yüksekova
- Akalın, Yüksekova
- Akçalı, Yüksekova
- Akocak, Yüksekova
- Akpınar, Yüksekova
- Aksu, Yüksekova
- Altınoluk, Yüksekova
- Armutdüzü, Yüksekova
- Aşağıuluyol, Yüksekova
- Bağdaş, Yüksekova
- Bataklık, Yüksekova
- Beşatlı, Yüksekova
- Bostancık, Yüksekova
- Bölük, Yüksekova
- Bulaklı, Yüksekova
- Büyükçiftlik, Yüksekova
- Çatma, Yüksekova
- Dağlıca, Yüksekova
- Dedeler, Yüksekova
- Değerli, Yüksekova
- Demirkonak, Yüksekova
- Dibekli, Yüksekova
- Dilekli, Yüksekova
- Dilektaşı, Yüksekova
- Doğanlı, Yüksekova
- Esendere, Yüksekova
- Gökyurt, Yüksekova
- Güçlü, Yüksekova
- Güldalı, Yüksekova
- Güllüce, Yüksekova
- Gürdere, Yüksekova
- Gürkavak, Yüksekova
- İnanlı, Yüksekova
- Kadıköy, Yüksekova
- Kamışlı, Yüksekova
- Karabey, Yüksekova
- Karlı, Yüksekova
- Kazan, Yüksekova
- Keçili, Yüksekova
- Kısıklı, Yüksekova
- Kolbaşı, Yüksekova
- Köprücek, Yüksekova
- Köşkönü, Yüksekova
- Onbaşılar, Yüksekova
- Ortaç, Yüksekova
- Örnekköy, Yüksekova
- Pınargözü, Yüksekova
- Salkımlı, Yüksekova
- Serindere, Yüksekova
- Suüstü, Yüksekova
- Tatlı, Yüksekova
- Tuğlu, Yüksekova
- Vezirli, Yüksekova
- Yazılı, Yüksekova
- Yeniışık, Yüksekova
- Yeşiltaş, Yüksekova
- Yoncalık, Yüksekova
- Yürekli, Yüksekova